# Les Enquêtes du département V : Délivrance
Série
Les Enquêtes du département V : Profanation
(2014) Les Enquêtes du département V : Dossier 64
(2018)
Pour plus de détails, voir Fiche technique et Distribution.
Les Enquêtes du département V : Délivrance (Flaskepost fra P, littéralement « Bouteille de P ») est un thriller danois réalisé par Hans Petter Moland, sorti en 2016. Il fait suite à Les Enquêtes du département V : Miséricorde (2013) et Les Enquêtes du département V : Profanation (2014), tous adaptés de la série littéraire de Jussi Adler-Olsen.

## Synopsis
Une bouteille jetée à la mer est repêchée puis oubliée dans un commissariat des Highlands en Écosse. À l’intérieur se trouve un appel au secours, écrit en lettres de sang et en danois. Le message parvient ensuite au Département V de la police de Copenhague, chargé des dossiers non élucidés.

## Fiche technique
Sauf indication contraire, les informations mentionnées dans cette section peuvent être confirmées par la base de données cinématographiques IMDb,  présente dans la section « Liens externes ».
- Titre original : Flaskepost fra P
- Titre international : A Conspiracy of Faith
- Titre français : Les Enquêtes du département V : Délivrance
- Réalisation : Hans Petter Moland
- Scénario : Nikolaj Arcel, d'après Délivrance (Flaskepost fra P) de Jussi Adler-Olsen
- Musique : Nicklas Schmidt
- Direction artistique : Søren Schwartzberg
- Décors : Desiree Peton
- Costumes : Manon Rasmussen
- Photographie : John Andreas Andersen
- Montage : Olivier Bugge Coutté et Nicolaj Monberg
- Production : Peter Aalbæk Jensen et Louise Vesth
- Sociétés de production : Zentropa, avec la participation de Det Danske Filminstitut, Film i Väst, TV 2 Danmark, TV2 Norge, TV4, ZDF, Zentropa Hamburg
- Sociétés de distribution : Nordisk Film Distribution (Danemark), Wild Bunch (France)
- Budget : 39 500 000 DKK[1]
- Pays d'origine :  Danemark,  Allemagne,  Suède,  Norvège
- Langue originale : danois
- Format : couleur - 2.39:1 - son Dolby Digital
- Genres : thriller, policier
- Durée : 112 minutes
- Dates de sortie[2] :
  - Danemark : 3 mars 2016
  - France : 6 mai 2016 (e-cinéma)

## Distribution
- Nikolaj Lie Kaas : Carl Mørck
- Fares Fares : Assad
- Pål Sverre Hagen : Johannes
- Jakob Ulrik Lohmann : Elias Steengaard
- Amanda Collin : Rakel Steengaard
- Signe Anastassia Mannov : Lisa
- Johanne Louise Schmidt : Rose Knudsen
- Søren Pilmark : Marcus Jacobsen
- Jakob Oftebro : Pasgård
- Maria Rossing : Rebecca, la soeur de Johannes
- Carlos Claro Schelin : Rebecca enfant
- August Moldestad Nypan : Johannes enfant
- Jeanette Lindbæk : la mère de Johannes et Rebecca

## Production
Le tournage a eu lieu au Danemark, notamment à Rømø, et en Allemagne.

## SagaLes Enquêtes du département V
- 2013 : Les Enquêtes du département V : Miséricorde (Kvinden i buret) de Mikkel Nørgaard (da)
- 2014 : Les Enquêtes du département V : Profanation (Fasandræberne) de Mikkel Nørgaard (da)
- 2016 : Les Enquêtes du département V : Délivrance (Flaskepost fra P) de Hans Petter Moland
- 2018 : Les Enquêtes du département V : Dossier 64 (Journal 64) de Christoffer Boe
- 2021 : Les Enquêtes du département V : Effet Marco (Marco effekten) de Martin Zandvliet
- 2024 : Les Enquêtes du département V : Promesse (Den grænseløse) d'Ole Christian Madsen